# ژلوتیتسه
ژلوتیتسه (به لاتین: Žlutice) یک منطقهٔ مسکونی در جمهوری چک است که در ناحیه کارلووی واری واقع شده‌است. ژلوتیتسه ۵۳٫۰۳ کیلومتر مربع مساحت و ۲٬۶۵۳ نفر جمعیت دارد.